# Schwimmoper (Wuppertal)

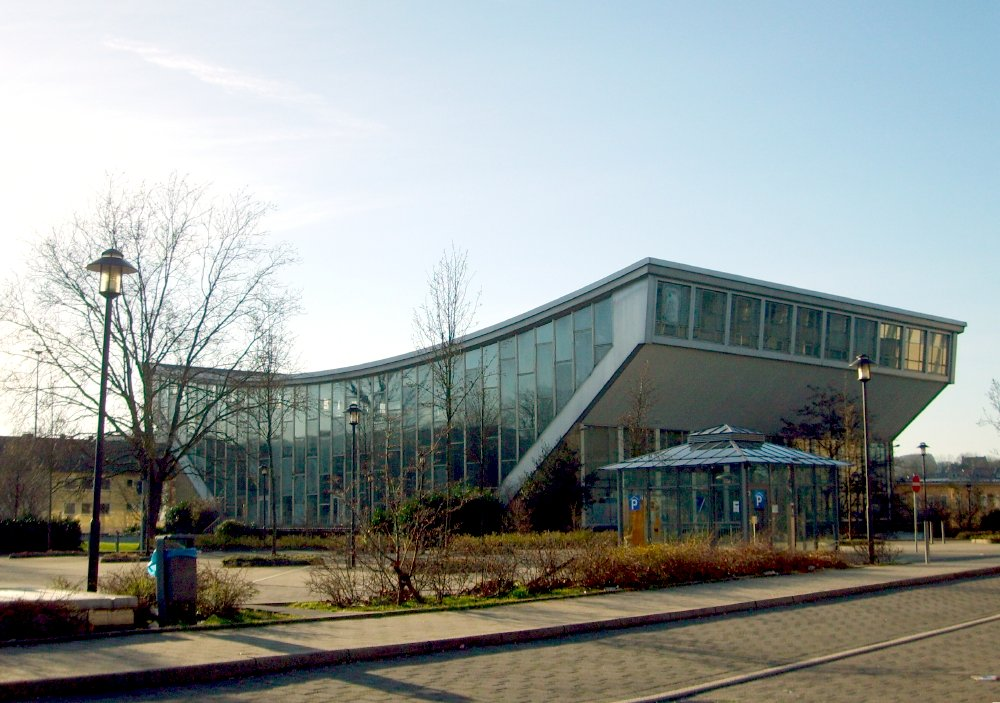
Schwimmhalle von Südosten

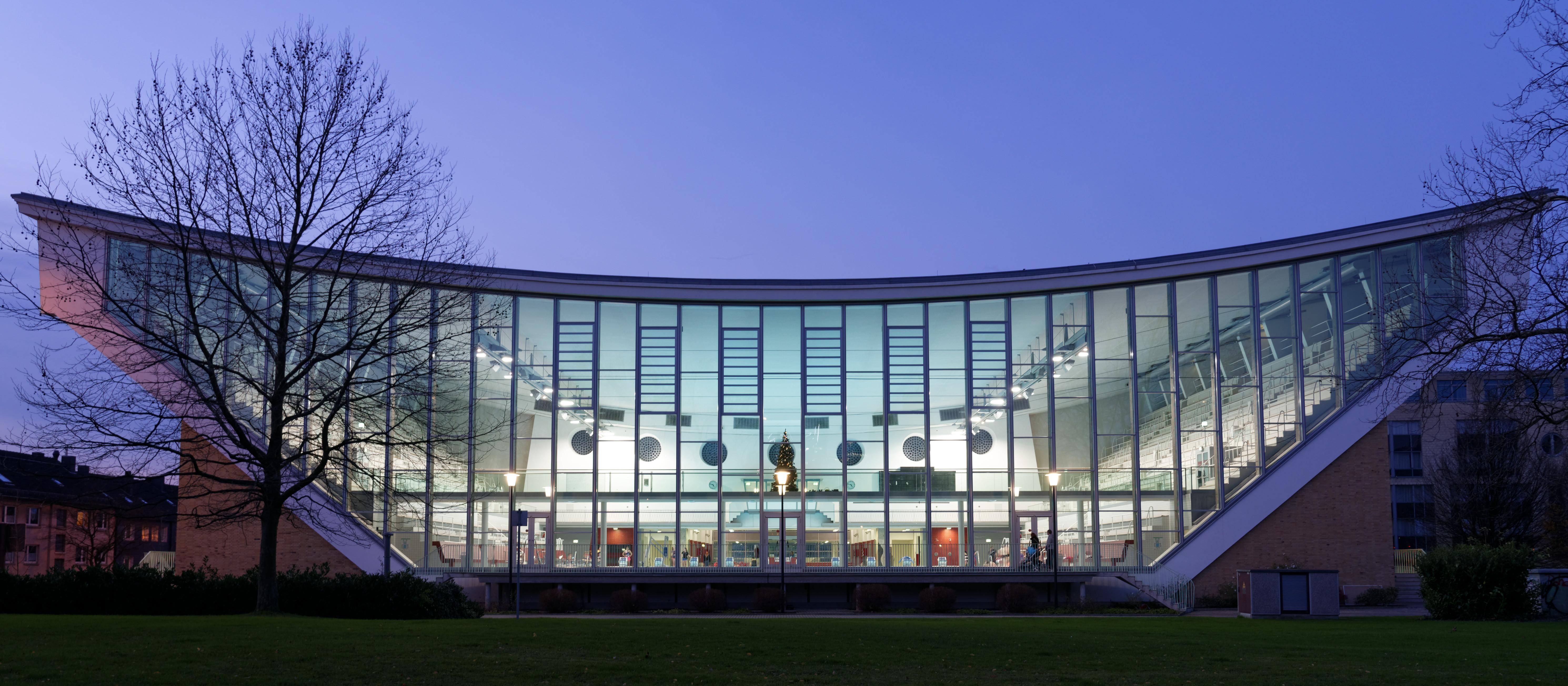
Schwimmhalle bei Abenddämmerung

Die Wuppertaler Schwimmoper ist eine städtische Badeanstalt in Wuppertal. Sie wurde bis 1957 erbaut und 1995 in die Denkmalschutzliste der Stadt eingetragen.

## Geschichte
Die Wuppertaler Schwimmoper wurde nach Plänen von Friedrich Hetzelt von der Firma Dyckerhoff & Widmann in den Jahren 1955 bis 1957 errichtet. Die Bauleitung hatte Baumeister Johannes Krieger aus Remscheid. Zu ihrem Bau wurden 22.000 m³ Erdreich bewegt, 5.100 m³ Stahlbeton, 30.600 Stück Zement, 510 t Bewehrungsstahl, 51 t Spezialvorspannstahl und 6.200 m³ Kies verbaut.
Das Richtfest fand am 26. Januar 1956 im Schneetreiben statt. Die offizielle Feier musste wetterbedingt abgesagt werden und fand anschließend im Börsensaal des Schlacht- und Viehhofs statt.
Bis 2019 hieß die Schwimmoper offiziell schlicht Stadtbad. Ihren volkstümlichen Namen erhielt sie aufgrund von Diskussionen nach dem Krieg, ob das zerstörte Opernhaus in Barmen wiederaufgebaut oder auf dem Johannisberg – dem heutigen Standort der Schwimmoper – ein neues Opernhaus für Wuppertal errichtet werden solle (die Entscheidung fiel dann für das Schwimmbad). Auch die von außen sichtbaren Zuschauertribünen, die die Funktion des Stadtbads als Wettkampfhalle betonen, sollen den Namen inspiriert haben. Gegenüber der historischen Kulisse der Stadthalle Elberfeld stehend ist die Schwimmoper ein wesentlicher Bestandteil der Wuppertaler Architekturgeschichte. Ihr markantes Äußeres, die geschwungenen Linien und die vielen Glasflächen lassen den Bau trotz seiner offensichtlichen Größe sehr transparent und leicht erscheinen. Im August 2019 wurde der Spitzname schließlich offiziell.
Von 1959 bis 1966 und von 2010 bis 2017 war die Plastik Die Sitzende vor der Schwimmoper aufgestellt.
Am 21. September 1995 wurde das Gebäude als Baudenkmal anerkannt und in die Denkmalliste der Stadt Wuppertal eingetragen.

### Sanierung
Im Juli 2007 begann die Renovierung der Schwimmoper, die bis zum Frühjahr 2010 andauerte. In dieser Zeit war die Schwimmhalle geschlossen. Die Investition für diese Maßnahme betrug 16,6 Millionen Euro, woran sich das Land Nordrhein-Westfalen mit 1,5 Millionen beteiligte. Die offizielle Wiedereröffnung fand am 25. März 2010 mit 1500 geladenen Gästen sowie Vereinsschwimmern aus Wuppertal statt. Die Eröffnung wurde durch den damaligen Oberbürgermeister der Stadt Wuppertal, Peter Jung (CDU) vollzogen. Anschließend folgte eine Rede des Sportbeauftragten des Landes Nordrhein-Westfalen sowie ein Wasserballspiel, während alle geladenen Gäste und Vereinsschwimmer die Möglichkeit hatten, die neue Gestaltung der Schwimmoper zu begutachten. Am folgenden Tag wurde die Schwimmoper mit einem Tag der offenen Tür für interessierte Besucher zugänglich gemacht.

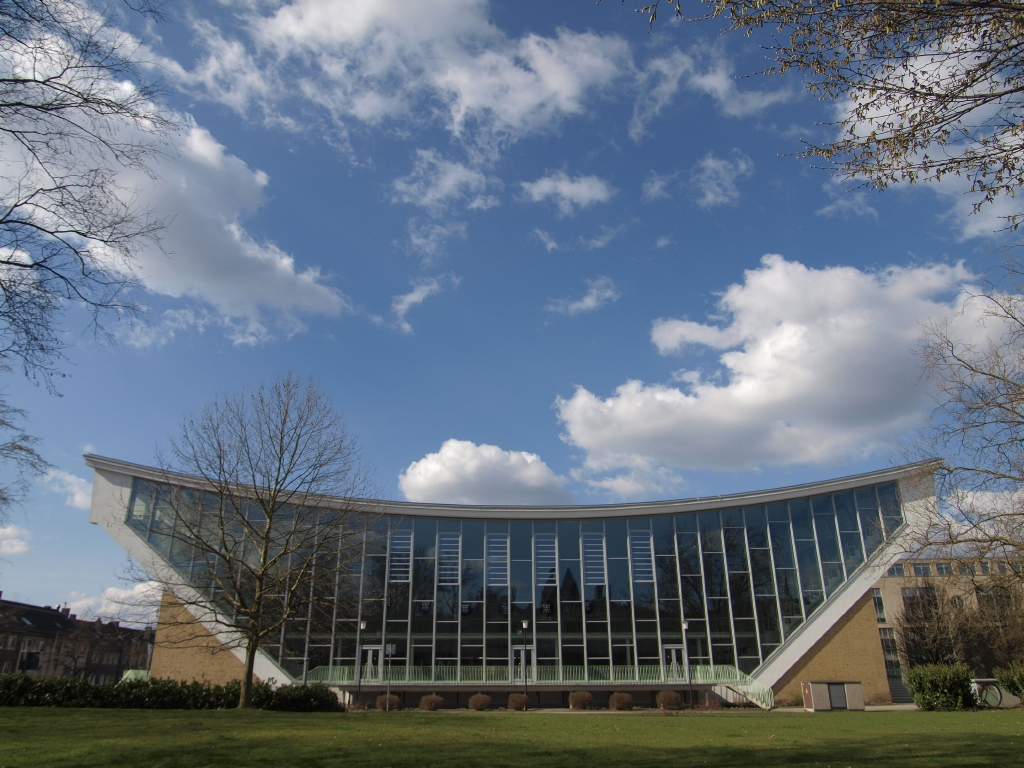
Schwimmbad nach der Sanierung

Es gab mehrere bauliche Veränderungen. Der alte Eingangsbereich wurde komplett abgerissen und neu aufgebaut. Dort, wo sich ehemals ein bepflanzter Innenhof befand, ist nun das Eingangsgebäude nach hinten und oben auf drei Etagen erweitert worden. Es gibt einen Aufzug, mit dem man alle Ebenen erreichen kann. Es wurde beim Umbau stark auf den Denkmalschutz geachtet. So sind beispielsweise in der großen Schwimmhalle teilweise originale Mosaikfliesen erhalten worden. Die Treppenhäuser wurden ebenfalls originalgetreu erhalten, obwohl sie nur noch durch Vereine genutzt werden, da für den öffentlichen Betrieb im erweiterten Eingangsbereich ein neues Treppenhaus, welches mit automatischen Drehsperren zur Zugangskontrolle zu den einzelnen Bereichen ausgestattet ist, gebaut wurde.
Das Bad verfügt nun über einen Fitnessbereich und einen neuen Saunabereich mit einer 65-°C- und zwei 95-°C-Saunen, je einer Dampf- und einer Salzgrotte, sowie eine Bar und einen sichtgeschützten Außenbereich. Das Lehrschwimmbecken wurde mit farbwechselnder LED-Beleuchtung und einem Rollstuhllift ausgestattet.
Die größte Veränderung stellt das Sportbecken dar, das ursprünglich nicht genau 25 m lang war, da es ohne Fliesen vermessen worden war. Der Sprungturm, der ebenfalls nicht exakt 10 m hoch war, wurde entfernt. Die Hauptschwimmrichtung wurde um 90° gedreht und in die Sprunggrube eine in den nun durchgehend 2,10 m tiefen Beckenboden versenkbare Wendebrücke installiert, so dass nun bei Wettkämpfen zehn Wettkampfbahnen parallel zum Publikum liegen und die Zuschauer die Läufe von den Tribünen aus besser verfolgen können. Für Kleinkinder wurde neben dem Nichtschwimmerbecken ein kreisförmiges Spielbecken mit ca. zwei Meter Durchmesser errichtet. Das Bad ist nun komplett behindertengerecht eingerichtet. Dazu wurden zum Beispiel die Schließfächer in den Umkleiden mit Nummern in Brailleschrift ausgestattet, und von den Umkleiden führt ein Weg aus Fliesen zum Becken, den Duschen und Toiletten, der sich in Farbe, Fliesengröße und Oberfläche stark von den umliegenden Fliesen unterscheidet, so dass Sehbehinderte diesen mit ihren Füßen ertasten können und Restsehende den starken Kontrast erkennen können.

## Veranstaltungen
Seit 2010 finden regelmäßig die Deutschen Kurzbahnmeisterschaften im Schwimmen in der Schwimmoper statt. Die Meisterschaft 2010 diente auch als Qualifikation für die Kurzbahneuropameisterschaften 2010 in Eindhoven, die Meisterschaft 2011 als Qualifikation für die Kurzbahneuropameisterschaften 2011 in Stettin, die Meisterschaft 2012 als Qualifikation für die Kurzbahnweltmeisterschaften 2012 in der Türkei und die Meisterschaft 2013 als Qualifikation für die Kurzbahneuropameisterschaften 2013 in Herning.
Am 2. März 2013 fand in der Schwimmoper das Finale des größten Boulder-Teamwettkampfes statt, zu dessen Zwecke Kletterwände über dem Schwimmbecken errichtet wurden. Den Wettkampf der 29 internationalen Teams sahen 1600 Zuschauer in der ausverkauften Arena.